# Eudamidas testamente
Eudamidas testamente är en oljemålning av den franske barockkonstnären Nicolas Poussin. Den målades omkring 1644–1648 och är sedan 1931 utställd på Statens Museum for Kunst i Köpenhamn.
Målningen skildrar en episod ur den grekiske antike författaren Lukianos verk Toxanic eller Vänskap där Eudamidas från Korinth förekommer. Han ligger på sin dödsbädd och är omgiven av en doktor, en notarie som nedtecknar hans testamente samt hans mor och dotter vid fotändan.  
Poussin föddes 1594 i Normandie, men var bosatt i större delen av sitt liv i Rom där han utvecklade ett klassiskt måleri. Han intresserade sig inte nämnvärt för sin samtid och de enda porträtt han någonsin målade var självporträtt. Istället var det historia, arkeologi och mytologi som var hans passion.